# Newportia troglobia
Newportia troglobia är en mångfotingart som beskrevs av Chagas och Shelley 2003. Newportia troglobia ingår i släktet Newportia och familjen Scolopocryptopidae. Inga underarter finns listade i Catalogue of Life.